# Jacques Garelli
Jacques Garelli (* 2. Juni 1931 in Belgrad; † 24. Dezember 2014 in Paris) war ein französischer Dichter, Philosoph und Autor.

## Werdegang
Zusammen mit Aurelio Pace, Historiker für afrikanische Geschichte, war Garelli UNESCO-Experte in Zaire. Garelli unterrichtete an der Yale University (USA) sowie an der New York University (USA) und an der Universität von Amiens (Frankreich). Beeinflusst durch die Ideen Martin Heideggers und Maurice Merleau-Pontys war das Hauptziel seiner philosophischen Forschung die Phänomenologie und die Ontologie.

## Publikationen

### Poesie
- Brèche, Paris, Mercure de France, 1966
- Les Dépossessions suivi de Prendre appui, Paris, Mercure de France, 1968
- Lieux Précaires, Paris, Mercure de France, 1972
- L’Ubiquité d’être suivi de Difficile Séjour, Paris, José Corti, 1986
- Archives du Silence suivi de Récurrences du Songe, Paris, José Corti, 1989
- L’Entrée en Démesure, suivi de L’Écoute et le regard, Paris, José Corti, 1995
- Brèche / Les Dépossessions / Lieux Précaires, Encre Marine, Fougères - La Versanne, 2000
- Fragments d’un corps en archipel suivi de Perception et imaginaire. Réflexions sur un poème oublié de Rimbaud, Paris, José Corti, 2008
- Fulgurations de l'être, José Corti, 2011

### Philosophie / Ästhetik
- La Gravitation Poétique, Paris, Mercure de France, 1966
- Le Recel et la Dispersion, Paris, Gallimard, « Bibliothèque des Idées », 1978
- Artaud et la Question du Lieu, Paris, José Corti, 1982
- Le Temps des Signes, Paris, Klincksieck, 1983
- Rythmes et Mondes, Grenoble, Jérôme Millon, 1991
- Introduction au Logos du Monde esthétique. De la Chôra platonicienne au Schématisme transcendantal kantien et à l’expérience phénoménologique du Monde, Paris, Beauchêsne, 2000
- De l’entité à l’événement. La phénoménologie à l’épreuve de la science et de l’art contemporains, Milan / Paris, Mimesis, 2004
- La mort et le songe, Milan / Paris, Mimesis, 2007